# Last Week Tonight with John Oliver/Episodenliste
Diese Episodenliste enthält Episoden der US-amerikanischen Late-Night-Talk- und News-Show Last Week Tonight with John Oliver. Die Fernsehserie umfasst derzeit elf Staffeln mit 295 Episoden.

## Übersicht
| Staffel | Staffel | Episoden | Ausstrahlung     | Ausstrahlung      |
| Staffel | Staffel | Episoden | Staffelpremiere  | Staffelfinale     |
| ------- | ------- | -------- | ---------------- | ----------------- |
|         | 1       | 24       | 27. April 2014   | 9. November 2014  |
|         | 2       | 35       | 8. Februar 2015  | 22. November 2015 |
|         | 3       | 30       | 14. Februar 2016 | 13. November 2016 |
|         | 4       | 30       | 12. Februar 2017 | 12. November 2017 |
|         | 5       | 30       | 18. Februar 2018 | 18. November 2018 |
|         | 6       | 30       | 17. Februar 2019 | 17. November 2019 |
|         | 7       | 30       | 16. Februar 2020 | 15. November 2020 |
|         | 8       | 30       | 14. Februar 2021 | 14. November 2021 |
|         | 9       | 30       | 20. Februar 2022 | 20. November 2022 |
|         | 10      | 21       | 19. Februar 2023 | 17. Dezember 2023 |
|         | 11      | TBA      | 18. Februar 2024 |                   |

## Staffel 1
| Nr. (Serie) | Nr. (Staffel) | Erstausstrahlung USA | Themen | Zu Gast                                                       | Zuschauer (USA) |
| ----------- | ------------- | -------------------- | --- | ------------------------------------------------------------- | --------------- |
| 1           | 1             | 27. April 2014       | Hauptbeitrag: POM Wonderful LLC v. Coca-Cola Co. Beitrag: Parlamentswahl in Indien 2014                                                              | Keith B. Alexander                                            | 1,11 Mio.       |
| 2           | 2             | 4. Mai 2014          | Hauptbeitrag: Todesstrafe Beitrag: Hassanal Bolkiah                                                                                                  | Simon Ostrovsky                                               | 1,19 Mio.       |
| 3           | 3             | 11. Mai 2014         | Hauptbeitrag: Kontroverse um die globale Erwärmung Beitrag: Wahl des Senats der Vereinigten Staaten in Kentucky 2014                                 | Bill Nye                                                      | 1,01 Mio.       |
| 4           | 4             | 18. Mai 2014         | Hauptbeitrag: Recht auf Vergessenwerden (Google Spain v. AEPD and Mario Costeja González) Beitrag: General Motors Kontroverse                        | Fareed Zakaria                                                | 1,03 Mio.       |
| 5           | 5             | 1. Juni 2014         | Hauptbeitrag: Netzneutralität Beitrag: Scripps National Spelling Bee 2014                                                                            | kein Gast                                                     | 0,99 Mio.       |
| 6           | 6             | 8. Juni 2014         | Hauptbeitrag: FIFA Beitrag: Baschar al-Assad | Right Said Fred                                               | 0,95 Mio.       |
| 7           | 7             | 15. Juni 2014        | Hauptbeitrag: Einwanderungsreform Beitrag: Washington Redskins Namenskontroverse                                                                     | Stephen Hawking                                               | 0,91 Mio.       |
| 8           | 8             | 22. Juni 2014        | Hauptbeitrag: Mehmet Oz’ Senatsanhörung im Juni 2014 und das Nahrungsergänzungsmittelgesetz von 1994 Beitrag: Monarchien                             | Steve Buscemi                                                 | 0,89 Mio.       |
| 9           | 9             | 29. Juni 2014        | Hauptbeitrag: Burwell v. Hobby Lobby Stores, Inc. Beitrag: Homosexualität in Uganda                                                                  | Pepe Julian Onziema                                           | 0,85 Mio.       |
| 10          | 10            | 13. Juli 2014        | Hauptbeitrag: Einkommens- und Vermögensungleichheit Beitrag: Öffentliches Image der CIA                                                              | kein Gast                                                     | 0,84 Mio.       |
| 11          | 11            | 20. Juli 2014        | Hauptbeitrag: Gefängnissystem der Vereinigten Staaten Beiträge: Israelisch-Palästinensischer Konflikt, Commonwealth Games                            | kein Gast                                                     | 0,92 Mio.       |
| 12          | 12            | 27. Juli 2014        | Hauptbeitrag: Atomstreitkräfte der Vereinigten Staaten Beitrag: Russlands Fehlkommunikation mit verlorenen, paarenden Geckos im Universum (Foton-M4) | kein Gast                                                     | 1 Mio.          |
| 13          | 13            | 3. August 2014       | Hauptbeitrag: Native Advertising Beiträge: Argentiniens Umschuldung, Port Authority of New York and New Jersey und Port Authority Bus Terminal       | kein Gast                                                     | 0,96 Mio.       |
| 14          | 14            | 10. August 2014      | Hauptbeitrag: Kurzzeitkredite Beitrag: Russlands Importembargo auf US-amerikanisches Geflügel und Sojabohnen.                                        | Sarah Silverman                                               | 0,94 Mio.       |
| 15          | 15            | 17. August 2014      | Hauptbeitrag: Der Todesfall Michael Brown und Militarisierung der Polizei Beitrag: Gleicher Lohn für gleiche Arbeit (Gender-Pay-Gap)                 | kein Gast                                                     | 1,03 Mio.       |
| 16          | 16            | 7. September 2014    | Hauptbeitrag: Studentenverschuldung Beitrag: Eulogie auf die paarenden Weltallgeckos                                                                 | A Great Big World                                             | 0,66 Mio.       |
| 17          | 17            | 14. September 2014   | Hauptbeitrag: Referendum über die Unabhängigkeit Schottlands 2014 Beitrag: Twitter                                                                   | kein Gast                                                     | 0,70 Mio.       |
| 18          | 18            | 21. September 2014   | Beiträge: Embargo der Vereinigten Staaten gegen Kuba, Miss America 2015                                                                              | Kathy Griffin                                                 | 0,83 Mio.       |
| 19          | 19            | 28. September 2014   | Hauptbeitrag: Drohnen Beitrag: Kansas' Staatshaushaltsdefizit                                                                                        | kein Gast                                                     | 0,71 Mio.       |
| 20          | 20            | 5. Oktober 2014      | Beiträge: Olympische Winterspiele 2022, zivile Beschlagnahmung                                                                                       | Jeff Goldblum, Kathryn Erbe, Robert John Burke und John Fiore | 0,66 Mio.       |
| 21          | 21            | 19. Oktober 2014     | Hauptbeitrag: Spezielle Einwanderungsvisa Beitrag: Oberster Gerichtshof der Vereinigten Staaten                                                      | Mohammad Usafi                                                | 0,62 Mio.       |
| 22          | 22            | 26. Oktober 2014     | Hauptbeitrag: Zucker Beitrag: Doug Ford, Jr. | Jane Goodall                                                  | 0,76 Mio.       |
| 23          | 23            | 2. November 2014     | Hauptbeitrag: American Legislative Exchange Council Beitrag: Staatliche Gesetzgebung bei den Wahlen in den Vereinigten Staaten 2014                  | Nick Offerman, H. Jon Benjamin und Sarah Baker                | 0,60 Mio.       |
| 24          | 24            | 9. November 2014     | Hauptbeitrag: Lotto Beitrag: Cumhurbaşkanlığı Külliyesi, Lachskanone                                                                                 | kein Gast                                                     | 0,80 Mio.       |

## Staffel 2
| Nr. (Serie) | Nr. (Staffel) | Erstausstrahlung USA | Themen | Zu Gast | Zuschauer (USA) |
| ----------- | ------------- | -------------------- | --- | --- | --------------- |
| 25          | 1             | 8. Februar 2015      | Hauptbeitrag: Marketing für Arzneimittel Beiträge: RadioShack, Rafael Correa | Brian Huskey | 0,72 Mio.       |
| 26          | 2             | 15. Februar 2015     | Hauptbeitrag: Tabak Beiträge: Huthis, Fifty Shades of Grey | kein Gast | 0,51 Mio.       |
| 27          | 3             | 22. Februar 2015     | Hauptbeitrag: Richterwahlen Beiträge: Britische Unterhauswahl 2015, Chinesisches Neujahrsfest | kein Gast | 0,47 Mio.       |
| 28          | 4             | 1. März 2015         | Hauptbeitrag: Infrastruktur Beitrag: Boris Jefimowitsch Nemzow | Edward Norton, Steve Buscemi, Vincent D’Onofrio, Josh Lucas, Campbell Scott, Hope Davis und Dan Hedaya                          | 0,71 Mio.       |
| 29          | 5             | 8. März 2015         | Hauptbeitrag: Wahlrecht in Außengebieten der Vereinigten Staaten Beiträge: Fanta-Kontroverse, Zigarettenpackungen | kein Gast | 0,69 Mio.       |
| 30          | 6             | 15. März 2015        | Hauptbeitrag: National Collegiate Athletic Association | kein Gast | 0,84 Mio.       |
| 31          | 7             | 22. März 2015        | Hauptbeitrag: Zivile Ordnungswidrigkeit (kommunale Verstöße) | kein Gast | 0,78 Mio.       |
| 32          | 8             | 5. April 2015        | Hauptbeitrag: Staatliche Überwachung Anmerkung: Die Episode war 15 min länger bekam durch Snowdens Auftritt international Aufmerksamkeit. | Edward Snowden | 0,65 Mio.       |
| 33          | 9             | 12. April 2015       | Hauptbeitrag: Internal Revenue Service | Michael Bolton | 1,32 Mio.       |
| 34          | 10            | 19. April 2015       | Hauptbeitrag: Patent-Trolle Beiträge: Tag der Erde, Endzeit | Martin Sheen | 1,45 Mio.       |
| 35          | 11            | 26. April 2015       | Hauptbeitrag: Kinderarbeit in der Modeindustrie Beitrag: Völkermord an den Armeniern | kein Gast | 1,39 Mio.       |
| 36          | 12            | 3. Mai 2015          | Hauptbeitrag: Standardisierte Tests | Wyatt Cenac, Rachel Feinstein und Alex Karpovsky                                                                                | 1,40 Mio.       |
| 37          | 13            | 10. Mai 2015         | Hauptbeitrag: Bezahlte Elternzeit Beträge: Tag des Sieges, Yuru Chara | Bob Balaban, America Ferrera, Erinn Hayes und David Wain                                                                        | 1,20 Mio.       |
| 38          | 14            | 17. Mai 2015         | Hauptbeitrag: Geflügelzucht | kein Gast | 1,04 Mio.       |
| 39          | 15            | 31. Mai 2015         | Hauptbeitrag: Korruption in der FIFA Beitrag: Nazi-Mode in Thailand | Rip Taylor | 1,39 Mio.       |
| 40          | 16            | 7. Juni 2015         | Hauptbeitrag: Kaution Beitrag: Sepp Blatters Rücktritt als FIFA-Präsident | Becky Ann Baker, Michael Torpey, William Stephenson und Dean Winters                                                            | 1,26 Mio.       |
| 41          | 17            | 14. Juni 2015        | Hauptbeitrag: Folter Beträge: Europaspiele 2015, Spesenskandal des kanadischen Senats | Helen Mirren | 1,26 Mio.       |
| 42          | 18            | 21. Juni 2015        | Hauptbeitrag: Online Belästigungen und Rachepornos Beiträge: Anschlag in Charleston, Umgestaltung des 10-US-Dollar-Scheins um eine Frau abzubilden | Colin Hanks und Rob Huebel | 1,37 Mio.       |
| 43          | 19            | 28. Juni 2015        | Hauptbeitrag: Transgenderrechte Beitrag: Schaltsekunde | Bobby Cannavale | 1,24 Mio.       |
| 44          | 20            | 12. Juli 2015        | Hauptbeitrag: Stadien Beiträge: Grexit, Entfernung der Konföderierten-Flagge am South Carolina State House | kein Gast | 1,01 Mio.       |
| 45          | 21            | 19. Juli 2015        | Hauptbeitrag: Lebensmittelabfall Beiträge: Atomabkommen mit dem Iran, Gefängnisausbruch von El Chapo, Nationaler Tag der Befreiung Koreas | kein Gast | 1,04 Mio.       |
| 46          | 22            | 26. Juli 2015        | Hauptbeitrag: obligatorische Mindeststrafe Beiträge: FIFA-Sponsoren-Rückwirkungen, Ashley Madison Datenschutzaffäre | kein Gast | 0,94 Mio.       |
| 47          | 23            | 2. August 2015       | Hauptbeitrag: Wahlrecht im District of Columbia und Souveränitätsbewegung Beiträge: Mohammed Omars Tod, Baron Sewels Sexskandal | kein Gast | 0,98 Mio.       |
| 48          | 24            | 9. August 2015       | Hauptbeitrag: Sexuelle Aufklärung in den USA Beitrag: Erste republikanische Debatte | Laverne Cox, Kumail Nanjiani, Megan Mullally, Nick Offerman, Jack McBrayer, Aisha Tyler, Jonathan Banks und Kristen Schaal      | 0,93 Mio.       |
| 49          | 25            | 16. August 2015      | Hauptbeitrag: Räuberische Kirchen und Fernsehpredigten Beiträge: Hissung der US-amerikanischen Flagge in Havanna, Warren G. Hardings uneheliches Kind, Neuseelands Flaggendebatte                                                                            | Rachel Dratch | 1,01 Mio.       |
| 50          | 26            | 23. August 2015      | Hauptbeitrag: Homosexualität in den Vereinigten Staaten Beiträge: Korea-Konflikt, russisches Importembargo, Rücktritt Alexis Tsipras' | kein Gast | 1,03 Mio.       |
| 51          | 27            | 13. September 2015   | Hauptbeitrag: Pflichtverteidiger in den Vereinigten Staaten Beiträge: Skandal um Todd Courser und Cindy Gamrat, Präsidentschaftswahl in Guatemala 2015, Elisabeth II., Schließung der Kirche Our Lady of Perpetual Exemption                                 | Danny Pino, Regina King, Jeremy Sisto, Robert John Burke, Josh Lucas, Kevin Chapman, Dennis Quaid, Sonja Sohn und Rachel Dratch | 0,69 Mio.       |
| 52          | 28            | 27. September 2015   | Hauptbeitrag: Europäische Flüchtlingskrise Beträge: Papst Franziskus' USA-Reise, David Cameron Schweineskandal, VW-Abgasskandal | James Scott und Alison Sweeney                                                                                                  | 0,66 Mio.       |
| 53          | 29            | 4. Oktober 2015      | Hauptbeitrag: Psychohygiene in den Vereinigten Staaten Beiträge: Russischer Militäreinsatz in Syrien, Generalversammlung der Vereinten Nationen 2015, Jason Chaffetz, Peeple                                                                                 | Mario van Peebles | 0,68 Mio.       |
| 54          | 30            | 11. Oktober 2015     | Hauptbeitrag: North Dakotas Ölboom Beiträge: Korruption in der FIFA, Nutzung von Toyota-Fahrzeuge durch den sogenannten Islamischen Staat | kein Gast | 0,70 Mio.       |
| 55          | 31            | 18. Oktober 2015     | Hauptbeitrag: Kanadische Unterhauswahl 2015 Beiträge: Enrique Peña Nietos öffentliches Image, Keulungen in dänischen Zoos, falsch zitieren | Mike Myers | 0,72 Mio.       |
| 56          | 32            | 1. November 2015     | Hauptbeitrag: US-Wahlen 2015 Beiträge: Friedensgespräche in Wien zum Bürgerkrieg in Syrien seit 2011, Kommunalwahlen in der Ukraine 2015, Steuergutschriften im Vereinigten Königreich, Territorialkonflikte im Chinesischen Meer, Medicaids Abdeckungslücke | Kenny G | 0,69 Mio.       |
| 57          | 33            | 8. November 2015     | Hauptbeitrag: Gefangenenwiedereintritt Beiträge: Großbritanniens vorgeschlagenes Onlineüberwachungsgesetz, Veterans Day, Washington Redskins' Markenstreit                                                                                                   | Bilal Chatman | 0,91 Mio.       |
| 58          | 34            | 15. November 2015    | Hauptbeitrag: Tägliche Fantasy Sportarten Beiträge: Terroranschläge am 13. November 2015 in Paris, Singles’ Day, Indiens Anspruch auf den Koh-i-Noor | Seth Rogen, Kathryn Hahn, Martin Starr, Jerrod Carmichael, Adam Pally und Mike Birbiglia                                        | 0,71 Mio.       |
| 59          | 35            | 22. November 2015    | Hauptbeitrag: Herstellungskosten des Pennys Beiträge: Reaktionen und Folgen auf die Terroranschläge am 13. November 2015 in Paris, Flüchtlinge des syrischen Bürgerkriegs                                                                                    | Rachel Dratch und Valley Lodge                                                                                                  | 0,78 Mio.       |

## Staffel 3
| Nr. (Serie) | Nr. (Staffel) | Erstausstrahlung USA | Themen | Zu Gast | Zuschauer (USA) |
| ----------- | ------------- | -------------------- | --- | --- | --------------- |
| 60          | 1             | 14. Februar 2016     | Hauptbeitrag: Voter-ID-Gesetze in den Vereinigten Staaten Beiträge: Antonin Scalias Tod und die Thurmond-Regel, Lebensmittelsicherheit bei Chipotle Mexican Grill, Steven Joyce                                              | Andrew Daly und Peter Jackson | 1,02 Mio.       |
| 61          | 2             | 21. Februar 2016     | Hauptbeitrag: Abtreibung in den Vereinigten Staaten (Planned Parenthood v. Casey) Beiträge: republikanisches Vorwahlergebnis in South Carolina, offener Posten beim Obersten Gerichtshof, „Whitewashing“ in Hollywood        | kein Gast | 0,92 Mio.       |
| 62          | 3             | 28. Februar 2016     | Hauptbeitrag: Donald Trumps Präsidentschaftskandidatur 2016 Beiträge: Ägyptens Wirtschaftskrise, Obamas Versuch Guantanamo zu schließen                                                                                      | kein Gast | 0,70 Mio.       |
| 63          | 4             | 6. März 2016         | Hauptbeitrag: Special-purpose districts Beiträge: republikanische Vorwahlergebnisse, Gloria Steinems Interview mit Lands’ End                                                                                                | kein Gast | 0,82 Mio.       |
| 64          | 5             | 13. März 2016        | Hauptbeitrag: Auseinandersetzung zwischen Apple und dem FBI über die iPhone-Verschlüsselung Beiträge: Präsidentschaftswahl in den Vereinigten Staaten 2016, Internationaler Frauentag, Tag der Kranken in der Schweiz        | Rich Sommer, Jake Lacy, Eugene Mirman und Michelle Trachtenberg                                                                            | 0,96 Mio.       |
| 65          | 6             | 20. März 2016        | Hauptbeitrag: Donald Trumps Plan für eine Grenzmauer zwischen Mexiko und den USA Beiträge: Demostationen in Brasilien und der Petrobras-Skandal, Merrick B. Garlands Nominierung für den Obersten Gerichtshof                | kein Gast | 0,93 Mio.       |
| 66          | 7             | 3. April 2016        | Hauptbeitrag: Kongress-Spendensammlung Beiträge: Nuklearer Sicherheitsgipfel 2016, erste Spieltag der MLB und die New York Yankees                                                                                           | Steve Israel | 0,95 Mio.       |
| 67          | 8             | 10. April 2016       | Hauptbeitrag: Credit Score in den USA (Equifax, Experian, TransUnion) und Hintergrundsüberprüfungen Beiträge: Panama Papers, Robert J. Bentleys (Gouverneur von Alabama) ethische Verstöße                                   | Yo-Yo Ma (nur Stimme) | 0,91 Mio.       |
| 68          | 9             | 17. April 2016       | Hauptbeitrag: Wasserkatastrophe in Flint und Bleivergiftung Beiträge: Putins Frage-und-Antwort-Fernsehsendung, Reaktionen auf die Panama Papers im Vereinigten Königreich, Böhmermann-Affäre                                 | kein Gast | 0,85 Mio.       |
| 69          | 10            | 24. April 2016       | Hauptbeitrag: Puerto Ricos Staatsschuldenkrise Beiträge: Obamas Besuch in Saudi-Arabien und dem Vereinigten Königreich, Norwegens Ministerin für Migrationsstrategien über Asylsuchende                                      | Lin-Manuel Miranda | 1,34 Mio.       |
| 70          | 11            | 8. Mai 2016          | Hauptbeitrag: Wissenschaftliche Forschung und Wissenschaftsjournalismus Beiträge: republikanische Vorwahlergebnisse, Präsidentschaftswahl auf den Philippinen 2016 und der Kandidat Rodrigo Duterte, VII. Parteitag der PdAK | Michael Torpey, H. Jon Benjamin, Peter Grosz, B. D. Wong und Sunita Mani                                                                   | 1,42 Mio.       |
| 71          | 12            | 15. Mai 2016         | Hauptbeitrag: 9-1-1 Notrufnummer Beiträge: Donald Trumps Präsidentschaftskandidatur 2016, Elisabeth II. nennt chinesische Funktionäre „sehr unhöflich“, Budweiser nennt sich in „America Beer“ um, Paul LePage               | Wendi McLendon-Covey und Rob Riggle | 1,38 Mio.       |
| 72          | 13            | 22. Mai 2016         | Hauptbeitrag: Demokratische und republikanische Präsidentschaftsvorwahlen und das Vorwahlverfahren Beiträge: Proteste in Venezuela, „Elbowgate“ (Justin Trudeau), Ramsan Kadyrow                                             | kein Gast | 1,27 Mio.       |
| 73          | 14            | 5. Juni 2016         | Hauptbeitrag: Industrie der Schuldenkäufer Beiträge: Donald Trumps Rechtsangelegenheiten, Trump University | kein Gast | 1,61 Mio.       |
| 74          | 15            | 12. Juni 2016        | Hauptbeitrag: Pensionspläne und Finanzberater Beiträge: Anschlag von Orlando am 12. Juni 2016, Hillary Clinton steht als Präsidentschaftskandidatin fest, Social Media während des Präsidentschaftswahlkampfes               | Billy Eichner und Kristin Chenoweth | 1,21 Mio.       |
| 75          | 16            | 19. Juni 2016        | Hauptbeitrag: EU-Mitgliedschaftsreferendum im Vereinigten Königreich 2016 Beiträge: Anschlag von Orlando am 12. Juni 2016, National Rifle Association, Dickey Amendment (1996)                                               | kein Gast | 1,44 Mio.       |
| 76          | 17            | 26. Juni 2016        | Hauptbeitrag: Olympische Sommerspiele 2016 und Doping Beiträge: Reaktionen auf das EU-Mitgliedschaftsreferendum im Vereinigten Königreich                                                                                    | Matt Walsh, Derek Klena und Campbell Scott (nur Stimme)                                                                                    | 1,53 Mio.       |
| 77          | 18            | 24. Juli 2016        | Hauptbeitrag: Republican National Convention 2016 Beiträge: Bewerberauswahl der Demokraten für den Vizepräsidenten, Boris Johnson wird Außenminister, Wahlkampflieder                                                        | Josh Groban, Usher, Cyndi Lauper, Dan Reynolds, Ann Wilson, Nancy Wilson, Sheryl Crow, John Mellencamp und Michael Bolton                  | 1,09 Mio.       |
| 78          | 19            | 31. Juli 2016        | Hauptbeitrag: Democratic National Convention 2016 Beiträge: Voter-ID-Gesetze in den Vereinigten Staaten, Maßnahmen nach dem Putschversuch in der Türkei 2016                                                                 | kein Gast | 1,27 Mio.       |
| 79          | 20            | 7. August 2016       | Hauptbeitrag: Zeitungssterben in den Vereinigten Staaten Beiträge: Eröffnungsfeier der Olympischen Sommerspiele 2016 | Bobby Cannavale, Rose Byrne, Dylan Baker, Brian Doyle-Murray, Mahershala Ali und Jason Sudeikis                                            | 1,01 Mio.       |
| 80          | 21            | 14. August 2016      | Hauptbeitrag: Finanzierung von Autokäufen und Subprime-Markt Beiträge: Donald Trumps Kontroversen Lobbyarbeit des American Petroleum Institutes                                                                              | Lindsey Broad, Evan Hoyt Thompson, Keegan-Michael Key und Bob Balaban                                                                      | 0,97 Mio.       |
| 81          | 22            | 21. August 2016      | Hauptbeitrag: Charter Schools Beiträge: Ryan Lochtes Überfall-Affäre, Donald Trumps Präsidentschaftswahlkampf 2016 | Will Arnett (nur Stimme) | 1,15 Mio.       |
| 82          | 23            | 25. September 2016   | Hauptbeitrag: Hillary Clintons und Donald Trumps Kontroversen im Vergleich Beiträge: Mord an Keith Lamont Scott, Wells-Fargo-Skandal                                                                                         | kein Gast | 0,88 Mio.       |
| 83          | 24            | 2. Oktober 2016      | Hauptbeitrag: Verantwortlichkeit der Polizei und deren Reform Beiträge: Erste Debatte der Präsidentschaftskandidaten, Alicia Machado, Nachtrag zu Wells Fargo                                                                | kein Gast | 1,10 Mio.       |
| 84          | 25            | 9. Oktober 2016      | Hauptbeitrag: Guantanamo Beiträge: Kontroverse um Donald Trump und Billy Bush, Ramsan Kadyrow | kein Gast | 1,08 Mio.       |
| 85          | 26            | 16. Oktober 2016     | Hauptbeitrag: Jill Steins und Gary Johnsons Präsidentschaftswahlkampf Beiträge: Donald Trumps Präsidentschaftswahlkampf | kein Gast | 1,34 Mio.       |
| 86          | 27            | 23. Oktober 2016     | Hauptbeitrag: Opiatabhängigkeit Beiträge: Dritte Debatte der Präsidentschaftskandidaten, Alfred E. Smith Memorial Foundation Dinner                                                                                          | kein Gast | 1,18 Mio.       |
| 87          | 28            | 30. Oktober 2016     | Hauptbeitrag: Segregation in US-amerikanischen Schulen Beiträge: Erneute Untersuchen in Hillary Clintons E-Mail-Skandal, 2016                                                                                                | kein Gast | 1,03 Mio.       |
| 88          | 29            | 6. November 2016     | Hauptbeitrag: Multi-Level-Marketing (MLM) Beiträge: Wahlen in den Vereinigten Staaten 2016 | Jaime Camil | 1,05 Mio.       |
| 89          | 30            | 13. November 2016    | Hauptbeitrag: Ergebnis der Präsidentschaftswahl in den Vereinigten Staaten 2016 Beiträge: Medien in den Vereinigten Staaten, 2016                                                                                            | Weird Al Yankovic, Larry Wilmore, Amy Schumer, Larry David, Jeffrey Tambor, Billy Eichner, Nick Offerman, Megan Mullally und Kathy Griffin | 1,17 Mio.       |

## Staffel 4
Im November 2016 verlängerte HBO die Serie um eine vierte Staffel, die zwischen dem 12. Februar und dem 12. November 2017 ausgestrahlt wurde.
| Nr. (Serie) | Nr. (Staffel) | Erstausstrahlung USA | Themen | Zu Gast                                                                                         | Zuschauer (USA) |
| ----------- | ------------- | -------------------- | --- | ----------------------------------------------------------------------------------------------- | --------------- |
| 90          | 1             | 12. Februar 2017     | Donald Trump gegen die Wahrheit | Thomas Kopache                                                                                  | 1,19 Mio.       |
| 91          | 2             | 19. Februar 2017     | Beziehungen zwischen Russland und den Vereinigten Staaten | kein Gast                                                                                       | 1,25 Mio.       |
| 92          | 3             | 26. Februar 2017     | Patient Protection and Affordable Care Act und die Ersatzvorschläge der Republikaner | kein Gast                                                                                       | 0,72 Mio.       |
| 93          | 4             | 5. März 2017         | Hauptbeitrag: Unabhängigkeitsdebatte Tibets und die Menschenrechte in Tibet Weiterer Beitrag: Donald Trumps Präsidentschaft 2017–2021 | Tenzin Gyatso (14. Dalai Lama)                                                                  | 1,28 Mio.       |
| 94          | 5             | 12. März 2017        | Hauptbeitrag: American Health Care Act Weitere Beiträge: Internationaler Frauentag, WikiLeaks: Vault 7: CIA Hacking Tools Revealed | Thomas Kopache und Rob Corddry (nur Stimme)                                                     | 1,12 Mio.       |
| 95          | 6             | 19. März 2017        | Hauptbeitrag: Haushaltsplan der Vereinigten Staaten Weitere Beiträge: Donald Trumps Abhörvorwürfe, Verkehrszebras in La Paz | kein Gast                                                                                       | 1,03 Mio.       |
| 96          | 7             | 2. April 2017        | Hauptbeitrag: Hanf in den Vereinigten Staaten Weitere Beiträge: Donald Trumps Abhörvorwürfe, Brexit, Verkehrszebras in La Paz | kein Gast                                                                                       | 1,18 Mio.       |
| 97          | 8             | 9. April 2017        | Hauptbeitrag: Gerrymandering in den Vereinigten Staaten Weitere Beiträge: Luftangriff auf den Militärflugplatz asch-Schaʿirat, Anklagen gegen Bill O’Reilly wegen sexueller Belästigung                                                                                    | Thomas Kopache                                                                                  | 1,15 Mio.       |
| 98          | 9             | 16. April 2017       | Hauptbeitrag: Präsidentschaftswahl in Frankreich 2017 Weitere Beiträge: Sean Spicers Assad-Nazi-Vergleich, politische Positionen von Donald Trump, US-Bombenangriff in Afghanistan                                                                                         | kein Gast                                                                                       | 1,18 Mio.       |
| 99          | 10            | 23. April 2017       | Hauptbeitrag: Ivanka Trump und Jared Kushner Weitere Beiträge: Nordkoreanische Waffentests, Verfassungsreferendum in der Türkei 2017 | Gilbert Gottfried (nur Stimme)                                                                  | 1,16 Mio.       |
| 100         | 11            | 7. Mai 2017          | Hauptbeitrag: Netzneutralität in den Vereinigten Staaten Weitere Beiträge: Klage Eminems gegen die New Zealand National Party, American Health Care Act of 2017 | kein Gast                                                                                       | 1,18 Mio.       |
| 101         | 12            | 14. Mai 2017         | Hauptbeitrag: Dialyse und DaVita Weitere Beiträge: Entlassung von James Comey, Bill English | kein Gast                                                                                       | 1,36 Mio.       |
| 102         | 13            | 21. Mai 2017         | Hauptbeitrag: Stupid Watergate Weitere Beiträge: Vorwürfe geheimer Absprachen mit russischen Behörden, Comey Memos, Transportation Security Administration | kein Gast                                                                                       | 1,42 Mio.       |
| 103         | 14            | 4. Juni 2017         | Hauptbeitrag: Austritt der Vereinigten Staaten von Amerika aus dem Übereinkommen von Paris Weitere Beiträge: Terroranschlag in London am 3. Juni 2017, Stupid Watergate | kein Gast                                                                                       | 1,22 Mio.       |
| 104         | 15            | 11. Juni 2017        | Hauptbeitrag: Britische Unterhauswahl 2017 und Brexit-Verhandlungen | Lord Buckethead                                                                                 | 1,24 Mio.       |
| 105         | 16            | 18. Juni 2017        | Hauptbeitrag: Kohleabbau in den Vereinigten Staaten und Bob Murray Weiterer Beitrag: American Health Care Act of 2017 | kein Gast                                                                                       | 1,28 Mio.       |
| 106         | 17            | 25. Juni 2017        | Hauptbeitrag: Impfstoffsicherheit Weitere Beiträge: Klage wegen des Beitrags Kohleabbau in den Vereinigten Staaten von Episode 105, die mögliche Existenz von Tonaufnahmen von Gesprächen zwischen James B. Comey und Donald Trump, Better Care Reconciliation Act of 2017 | kein Gast                                                                                       | 1,31 Mio.       |
| 107         | 18            | 2. Juli 2017         | Hauptbeitrag: Lokale US-Fernsehnachrichten und die Sinclair Broadcast Group Weitere Beiträge: Donald Trumps Twitter-Kommentare über Mika Brzezinski, Trumps Einreiseverbot, Wachsmuseum in Gettysburg                                                                      | Steve Schirripa, Campbell Scott, Anna Kendrick, Michael McKean, James Cromwell und Laura Linney | 1,14 Mio.       |
| 108         | 19            | 30. Juli 2017        | Hauptbeitrag: Alex Jones und InfoWars Weitere Beiträge: Donald Trumps Transgenderbann bei den Streitkräften der Vereinigten Staaten, Anthony Scaramucci, Niederlage bei der Abschaffung von Obamacare                                                                      | Jack McBrayer und Gilbert Gottfried (nur Stimme)                                                | 1,76 Mio.       |
| 109         | 20            | 6. August 2017       | Hauptbeitrag: United States Border Patrol Weitere Beiträge: Donald Trumps Präsidentschaft, Stephen Miller | Will Arnett (nur Stimme)                                                                        | 1,75 Mio.       |
| 110         | 21            | 13. August 2017      | Hauptbeitrag: Verhältnis zwischen den USA und Nordkorea Weiterer Beitrag: Rechtsextreme Demonstrationen in Charlottesville | Weird Al Yankovic                                                                               | 1,93 Mio.       |
| 111         | 22            | 20. August 2017      | Hauptbeitrag: Radioaktiver Abfall und dessen Entsorgung Weitere Beiträge: Entlassung von Steve Bannon, Reaktion von Donald Trump auf die rechtsextremen Demonstrationen in Charlottesville                                                                                 | kein Gast                                                                                       | 1,76 Mio.       |
| 112         | 23            | 10. September 2017   | Hauptbeitrag: Begnadigung von Joe Arpaio Weitere Beiträge: Auflösung der Deferred Action for Childhood Arrivals | kein Gast                                                                                       | 0,97 Mio.       |
| 113         | 24            | 24. September 2017   | Hauptbeitrag: Mergers & Acquisitions Weitere Beiträge: Proteste gegen Rassismus in der National Football League, Tom Prices und Steven Mnuchins Kontroversen um Privatflüge                                                                                                | kein Gast                                                                                       | 1,25 Mio.       |
| 114         | 25            | 1. Oktober 2017      | Hauptbeitrag: Forensische Beweise Weitere Beiträge: Donald Trumps Steuerreformentwurf, Auswirkungen von Hurrikan Maria auf Puerto Rico | Josh Charles, Shannon Woodward, Josh Lucas, Samira Wiley, Robert John Burke                     | 1,27 Mio.       |
| 115         | 26            | 8. Oktober 2017      | Hauptbeitrag: Denkmäler für Kriegshelden der Konföderierten Weitere Beiträge: Donald Trumps Bemerkungen zu den Auswirkungen von Hurrikan Maria auf Puerto Rico, Trumps Streit mit Rex Tillerson                                                                            | Stephen Colbert                                                                                 | 1,3 Mio.        |
| 116         | 27            | 15. Oktober 2017     | Hauptbeitrag: Datendiebstahl bei Equifax Weitere Beiträge: Weinstein-Skandal, Rücknahme des Abkommens über das iranische Atomprogramm | kein Gast                                                                                       | 1,25 Mio.       |
| 117         | 28            | 29. Oktober 2017     | Hauptbeitrag: National Flood Insurance Program Weitere Beiträge: Opioid-Epidemie, Roy Moore, Umfrage in Australien zur gleichgeschlechtlichen Ehe | kein Gast                                                                                       | 0,96 Mio.       |
| 118         | 29            | 5. November 2017     | Hauptbeitrag: Wirtschaftsförderungsanreize Weitere Beiträge: Sonderermittlungen von Robert Mueller, The Inspectors (United States Postal Inspection Service) | kein Gast                                                                                       | 1,01 Mio.       |
| 119         | 30            | 12. November 2017    | Hauptbeitrag: Donald Trumps Präsidentschaft | Thomas Kopache, Jack McBrayer, Tom Hanks                                                        | 1,12 Mio.       |

## Staffel 5
Die fünfte Staffel wurde zwischen dem 18. Februar 2018 und dem 18. November 2018 bei HBO ausgestrahlt.
| Nr. (Serie) | Nr. (Staffel) | Erstausstrahlung USA | Themen | Zu Gast                                                                                       | Zuschauer (USA) |
| ----------- | ------------- | -------------------- | --- | --------------------------------------------------------------------------------------------- | --------------- |
| 120         | 1             | 18. Februar 2018     | Hauptbeitrag: Donald Trump gegen die Welt (Soft Power) Weitere Beiträge: Schulmassaker von Parkland, Korruptionsuntersuchungen bei Benjamin Netanjahu, Rücktritt von Jacob Zuma, Barnaby Joyce                          | kein Gast                                                                                     | 1,20 Mio.       |
| 121         | 2             | 25. Februar 2018     | Hauptbeitrag: Parlamentswahlen in Italien 2018 Weitere Beiträge: Richter weist Klage von Murray Energy gegen Last Week Tonight ab, Trumps Vorschlag, Lehrer zu bewaffnen, Justin Trudeau und Donald Trump Jr. in Indien | kein Gast                                                                                     | 1,11 Mio.       |
| 122         | 3             | 4. März 2018         | Hauptbeitrag: NRA TV Weitere Beiträge: Trumps Stellenbesetzungsprobleme im Weißen Haus, Trumps Stahl- und Aluminiumzölle                                                                                                | kein Gast                                                                                     | 0,94 Mio.       |
| 123         | 4             | 11. März 2018        | Hauptbeitrag: Bitcoin und Kryptowährungen Weitere Beiträge: Nordkorea-USA-Gipfel 2018, Internationaler Frauentag | Keegan-Michael Key                                                                            | 1,08 Mio.       |
| 124         | 5             | 18. März 2018        | Hauptbeitrag: Mike Pence, A Day in the Life of Marlon Bundo Weitere Beiträge: Entlassung von Rex Tillerson, Vergiftung von Sergei und Yulia Skripal, Präsidentschaftswahl in Russland 2018                              | Jim Parsons, Jesse Tyler Ferguson, Jeff Garlin (alle nur Stimme)                              | 1,23 Mio.       |
| 125         | 6             | 1. April 2018        | Hauptbeitrag: Executive Office for Immigration Review Weitere Beiträge: Präsidentschaftswahl in Ägypten 2018, Sinclair Broadcast Group                                                                                  | H. Jon Benjamin                                                                               | 1,27 Mio.       |
| 126         | 7             | 8. April 2018        | Hauptbeitrag: Crisis Pregnancy Centers Weitere Beiträge: Scott Pruitts Kontroversen, Parlamentswahl in Ungarn 2018 | Rachel Dratch                                                                                 | 1,13 Mio.       |
| 127         | 8             | 15. April 2018       | Hauptbeitrag: Unternehmenssteuerumgehung in den Vereinigten Staaten, Tax Cuts and Jobs Act of 2017 Weitere Beiträge: Luftangriff auf Damaskus und Homs, Blockbuster in Alaska                                           | kein Gast                                                                                     | 1,23 Mio.       |
| 128         | 9             | 22. April 2018       | Hauptbeitrag: Beziehungen zwischen dem Iran und den Vereinigten Staaten, Atomabkommen mit dem Iran Weitere Beiträge: Ryan Zinke                                                                                         | Thomas Kopache, James Van Der Beek (nur Stimme)                                               | 1,19 Mio.       |
| 129         | 10            | 6. Mai 2018          | Hauptbeitrag: Rudy Giuliani Weitere Beiträge: Don Blankenship und die US-Senatswahl in West Virginia, John Oliver Koala Chlamydien-Station                                                                              | kein Gast                                                                                     | 1,24 Mio.       |
| 130         | 11            | 13. Mai 2018         | Hauptbeitrag: Staatskrise in Venezuela Weitere Beiträge: Michael Cohens Beratungsleistungen | Wilmer Valderrama                                                                             | 1,03 Mio.       |
| 131         | 12            | 20. Mai 2018         | Hauptbeitrag: Drogentherapiekliniken in den Vereinigten Staaten Weitere Beiträge: Hochzeit von Prinz Harry und Meghan Markle, geplantes Treffen zwischen den Vereinigten Staaten und Nordkorea                          | kein Gast                                                                                     | 1,28 Mio.       |
| 132         | 13            | 3. Juni 2018         | Hauptbeitrag: Vormundschaft bei der Altenpflege Weitere Beiträge: Vorgetäuschter Mord an Arkadi Babtschenko, Thomas J. Mace-Archer-Mills                                                                                | Neil deGrasse Tyson, Cloris Leachman, Rita Moreno, William Shatner, Lily Tomlin, Fred Willard | 1,14 Mio.       |
| 133         | 14            | 10. Juni 2018        | Hauptbeitrag: Stupid Watergate, Sonderermittlung Weitere Beiträge: Rodrigo Duterte, Britisches parlamentarisches Zensurgesetz                                                                                           | Gilbert Gottfried                                                                             | 1,14 Mio.       |
| 134         | 15            | 17. Juni 2018        | Hauptbeitrag: China und Xi Jinping Weitere Beiträge: Nordkorea-USA-Gipfel 2018, Trennung von Familien durch Donald Trump                                                                                                | Ryan Barger (nur Stimme), Ryan Buggle                                                         | 1,19 Mio.       |
| 135         | 16            | 24. Juni 2018        | Hauptbeitrag: Bundeswahlen in Mexiko 2018 Weiterer Beitrag: 7-Eleven-Werbung für Safer Sex in Norwegen | Bobby Moynihan                                                                                | 0,94 Mio.       |
| 136         | 17            | 1. Juli 2018         | Hauptbeitrag: CRISPR und Genspleißen Weiterer Beitrag: Ruhestand von Anthony Kennedy | kein Gast                                                                                     | 1,12 Mio.       |
| 137         | 18            | 29. Juli 2018        | Hauptbeitrag: Sexuelle Belästigung am Arbeitsplatz in den USA Weitere Beiträge: Sonderermittlung zur Beeinflussung des Wahlkampfs, Facebooks Aktienkurs fällt                                                           | Anita Hill                                                                                    | 0,92 Mio.       |
| 138         | 19            | 5. August 2018       | Hauptbeitrag: Bezirksstaatsanwälte in den Vereinigten Staaten Weiterer Beitrag: Prozesse gegen Paul Manafort | kein Gast                                                                                     | 0,99 Mio.       |
| 139         | 20            | 12. August 2018      | Hauptbeitrag: Astroturfing Weitere Beiträge: Unite the Right 2, Laura Ingraham, diplomatischer Konflikt zwischen Kanada und Saudi-Arabien, Tourismuswerbung für Vilnius                                                 | kein Gast                                                                                     | 1,03 Mio.       |
| 140         | 21            | 19. August 2018      | Hauptbeitrag: Trumps Zölle Weitere Beiträge: Rudy Giuliani, Fraser Annings Antrittsrede, Bob Katter | kein Gast                                                                                     | 1,17 Mio.       |
| 141         | 22            | 9. September 2018    | Hauptbeitrag: Wahlrechtsausschluss bei Straftätern Weitere Beiträge: Brett Kavanaugh und die Ernennungen auf Lebenszeit beim Obersten Gerichtshof, Leck auf der Internationalen Raumstation                             | kein Gast                                                                                     | 0,90 Mio.       |
| 142         | 23            | 23. September 2018   | Hauptbeitrag: Facebook und die Rohingya-Verfolgung 2017 in Myanmar Weitere Beiträge: Vorwürfe gegen Brett Kavanaugh wegen sexueller Übergriffe                                                                          | Sarah Silverman, Thomas Middleditch (nur Stimme)                                              | 1,01 Mio.       |
| 143         | 24            | 30. September 2018   | Hauptbeitrag: Vorwürfe gegen Brett Kavanaugh wegen sexueller Übergriffe Weitere Beiträge: Rede von Donald Trump vor der UN-Generalversammlung, neues Philadelphia Flyers Maskottchen Gritty                             | kein Gast                                                                                     | 1,16 Mio.       |
| 144         | 25            | 7. Oktober 2018      | Hauptbeitrag: Wahlen in Brasilien 2018 Weiterer Beitrag: Brett Kavanaughs Nominierung für den Obersten Gerichtshof | kein Gast                                                                                     | 1,00 Mio.       |
| 145         | 26            | 14. Oktober 2018     | Hauptbeitrag: Verschwinden von Jamal Khashoggi Weitere Beiträge: Gouverneurswahl in Florida, Senatswahl der USA in Texas, Nachrichtensprecher auf Instagram                                                             | kein Gast                                                                                     | 0,92 Mio.       |
| 146         | 27            | 28. Oktober 2018     | Hauptbeitrag: Attorneys General der US-Bundesstaaten | kein Gast                                                                                     | 0,92 Mio.       |
| 147         | 28            | 4. November 2018     | Hauptbeitrag: Familientrennungs-Politik der Trump-Regierung | kein Gast                                                                                     | 0,65 Mio.       |
| 148         | 29            | 11. November 2018    | Hauptbeitrag: Lobbyismus und Korruption unter Donald Trumps Präsidentschaft | kein Gast                                                                                     | 0,78 Mio.       |
| 149         | 30            | 18. November 2018    | Hauptbeitrag: Autoritarismus Weitere Beiträge: Brexit, Russell Crowes Jockstrap | Armie Hammer, Russell Crowe und Gilbert Gottfried                                             | 0,76 Mio.       |

## Staffel 6
| Nr. (Serie) | Nr. (Staffel) | Erstausstrahlung USA | Themen                                                                                 | Zu Gast                                                                                               | Zuschauer (USA) |
| ----------- | ------------- | -------------------- | -------------------------------------------------------------------------------------- | --- | --------------- |
| 150         | 1             | 17. Februar 2019     | Hauptbeitrag: Brexit                                                                   | Stephen Fry (nur Stimme)                                                                              | 1,03 Mio.       |
| 151         | 2             | 24. Februar 2019     | Hauptbeitrag: Mentalisten                                                              | Rachel Dratch                                                                                         | 0,84 Mio.       |
| 152         | 3             | 3. März 2019         | Hauptbeitrag: Automatisierung und Arbeitslosigkeit                                     | Gilbert Gottfried (nur Stimme)                                                                        | 0,97 Mio.       |
| 153         | 4             | 10. März 2019        | Hauptbeitrag: Automatisierte Anrufe                                                    | kein Gast                                                                                             | 1,08 Mio.       |
| 154         | 5             | 17. März 2019        | Hauptbeitrag: Public Shaming im Internet                                               | Monica Lewinsky                                                                                       | 0,95 Mio.       |
| 155         | 6             | 31. März 2019        | Hauptbeitrag: WWE und Vince McMahon                                                    | kein Gast                                                                                             | 0,87 Mio.       |
| 156         | 7             | 7. April 2019        | Hauptbeitrag: Mobilheime                                                               | Lauren Adams und D’Arcy Carden                                                                        | 0,92 Mio.       |
| 157         | 8             | 14. April 2019       | Hauptbeitrag: Opioidkrise in den USA                                                   | Michael Keaton, Bryan Cranston, Michael K. Williams und Richard Kind                                  | 1,34 Mio.       |
| 158         | 9             | 21. April 2019       | Hauptbeitrag: Mueller-Bericht                                                          | Hugh Bonneville und Ryan Barger (nur Stimme)                                                          | 1,31 Mio.       |
| 159         | 10            | 5. Mai 2019          | Hauptbeitrag: Letale Injektionen und Midazolam                                         | kein Gast                                                                                             | 1,20 Mio.       |
| 160         | 11            | 12. Mai 2019         | Hauptbeitrag: Green New Deal und der CO2-Preis                                         | Bill Nye                                                                                              | 1,16 Mio.       |
| 161         | 12            | 19. Mai 2019         | Hauptbeitrag: Obduktionen                                                              | Glenn Close und Tracy Morgan                                                                          | 1,63 Mio.       |
| 162         | 13            | 2. Juni 2019         | Hauptbeitrag: Entwicklung von Medizinprodukten                                         | Jane Krakowski                                                                                        | 0,90 Mio.       |
| 163         | 14            | 9. Juni 2019         | Hauptbeitrag: Equal Rights Amendment und Phyllis Schlafly                              | kein Gast                                                                                             | 0,77 Mio.       |
| 164         | 15            | 16. Juni 2019        | Hauptbeitrag: Amtsenthebungsverfahren in den USA                                       | kein Gast                                                                                             | 0,92 Mio.       |
| 165         | 16            | 23. Juni 2019        | Hauptbeitrag: Mount Everest und Sherpa                                                 | kein Gast                                                                                             | 0,92 Mio.       |
| 166         | 17            | 30. Juni 2019        | Hauptbeitrag: Elektronischer Handel, Amazon, Arbeitsbedingungen in der Logistikbranche | Gilbert Gottfried und Thomas Middleditch (beide nur Stimme)                                           | 0,84 Mio.       |
| 167         | 18            | 28. Juli 2019        | Hauptbeitrag: Boris Johnson                                                            | kein Gast                                                                                             | 0,71 Mio.       |
| 168         | 19            | 4. August 2019       | Hauptbeitrag: Gefangenenarbeit in den USA                                              | kein Gast                                                                                             | 0,81 Mio.       |
| 169         | 20            | 11. August 2019      | Hauptbeitrag: Gurbanguly Berdimuhamedow und das Guinness-Buch der Rekorde              | kein Gast                                                                                             | 0,85 Mio.       |
| 170         | 21            | 18. August 2019      | Hauptbeitrag: Sexismus und Rassismus in der Medizin                                    | Wanda Sykes und Larry David                                                                           | 0,92 Mio.       |
| 171         | 22            | 8. September 2019    | Hauptbeitrag: Filibuster im US-Senat                                                   | kein Gast                                                                                             | 0,74 Mio.       |
| 172         | 23            | 15. September 2019   | Hauptbeitrag: Einwanderung in die Vereinigten Staaten                                  | kein Gast                                                                                             | 0,65 Mio.       |
| 173         | 24            | 29. September 2019   | Hauptbeitrag: Eigenherstellung von Arzneimitteln                                       | David Schwimmer, Method Man, Jimmy Kimmel, RuPaul, Michael Bolton, Kristen Bell und Kiefer Sutherland | 0,82 Mio.       |
| 174         | 25            | 6. Oktober 2019      | Hauptbeitrag: Ein-Kind-Politik der Volksrepublik China                                 | kein Gast                                                                                             | 0,81 Mio.       |
| 175         | 26            | 13. Oktober 2019     | Hauptbeitrag: Wettervorhersage und der National Weather Service                        | kein Gast                                                                                             | 0,78 Mio.       |
| 176         | 27            | 27. Oktober 2019     | Hauptbeitrag: Abzug der US-Truppen aus Nordsyrien                                      | kein Gast                                                                                             | 0,89 Mio.       |
| 177         | 28            | 3. November 2019     | Hauptbeitrag: Sicherheit von Wahlen in den USA                                         | Ken Burns (nur Stimme)                                                                                | 0,72 Mio.       |
| 178         | 29            | 10. November 2019    | Hauptbeitrag: Strategische Klage gegen öffentliche Beteiligung                         | Brian d’Arcy James                                                                                    | 0,73 Mio.       |
| 179         | 30            | 17. November 2019    | Hauptbeitrag: Volkszählung in den USA 2020                                             | Hugh Bonneville und Seth Meyers                                                                       | 0,88 Mio.       |

## Staffel 7
| Nr. (Serie) | Nr. (Staffel) | Erstausstrahlung USA | Themen | Zu Gast                                                           | Zuschauer (USA) |
| ----------- | ------------- | -------------------- | --- | ----------------------------------------------------------------- | --------------- |
| 180         | 1             | 16. Februar 2020     | Hauptbeitrag: Gesetzliche Krankenversicherung                                                                        | kein Gast                                                         | 0,82 Mio.       |
| 181         | 2             | 23. Februar 2020     | Hauptbeitrag: Narendra Modi                                                                                          | kein Gast                                                         | 0,75 Mio.       |
| 182         | 3             | 1. März 2020         | Hauptbeitrag: COVID-19-Pandemie                                                                                      | Bob Costas (nur Stimme)                                           | 0,93 Mio.       |
| 183         | 4             | 8. März 2020         | Hauptbeitrag: Sheriffs in den USA                                                                                    | Rob Corddry                                                       | 0,95 Mio.       |
| 184         | 5             | 15. März 2020        | Hauptbeitrag: Reaktion der US-Regierung auf die COVID-19-Pandemie                                                    | kein Gast                                                         | 0,89 Mio.       |
| 185         | 6             | 29. März 2020        | Hauptbeitrag: COVID-19-Pandemie und Social distancing                                                                | kein Gast                                                         | 0,97 Mio.       |
| 186         | 7             | 5. April 2020        | Hauptbeitrag: One America News Network                                                                               | kein Gast                                                         | 0,97 Mio.       |
| 187         | 8             | 12. April 2020       | Hauptbeitrag: Essentielle Arbeitskräfte und Arbeitslosigkeit in den Vereinigten Staaten                              | kein Gast                                                         | 0,91 Mio.       |
| 188         | 9             | 19. April 2020       | Hauptbeitrag: Missinformationen im Rahmen der Coronavirus-Pandemie                                                   | kein Gast                                                         | 1,04 Mio.       |
| 189         | 10            | 3. Mai 2020          | Hauptbeitrag: COVID-19-Tests                                                                                         | kein Gast                                                         | 0,95 Mio.       |
| 190         | 11            | 10. Mai 2020         | Hauptbeitrag: United States Postal Service und der Postal Accountability and Enhancement Act                         | kein Gast                                                         | 0,83 Mio.       |
| 191         | 12            | 17. Mai 2020         | Hauptbeitrag: Folgen der COVID-19-Pandemie für die Sportindustrie                                                    | kein Gast                                                         | 0,9 Mio.        |
| 192         | 13            | 31. Mai 2020         | Hauptbeitrag: Briefwahl in den Vereinigten Staaten                                                                   | kein Gast                                                         | 0,83 Mio.       |
| 193         | 14            | 7. Juni 2020         | Hauptbeitrag: Polizeigewalt in den Vereinigten Staaten und Proteste infolge des Todes von George Floyd               | kein Gast                                                         | 0,8 Mio.        |
| 194         | 15            | 14. Juni 2020        | Hauptbeitrag: Gesichtserkennung, Clearview AI und Hoan Ton-That                                                      | kein Gast                                                         | 0,67 Mio.       |
| 195         | 16            | 21. Juni 2020        | Hauptbeitrag: COVID-19-Pandemie in Gefängnissen                                                                      | kein Gast                                                         | 0,86 Mio.       |
| 196         | 17            | 28. Juni 2020        | Hauptbeitrag: Einfluss der COVID-19-Pandemie auf Zwangsräumungen                                                     | kein Gast                                                         | 0,88 Mio.       |
| 197         | 18            | 19. Juli 2020        | Hauptbeitrag: Verschwörungstheorien zur COVID-19-Pandemie                                                            | Alex Trebek, John Cena, Paul Rudd, Catherine O’Hara, Billy Porter | 0,86 Mio.       |
| 198         | 19            | 26. Juli 2020        | Hauptbeitrag: Umerziehungslager in Xinjiang                                                                          | kein Gast                                                         | 0,73 Mio.       |
| 199         | 20            | 2. August 2020       | Hauptbeitrag: Geschichte der Vereinigten Staaten                                                                     | Steve Guttenberg                                                  | 0,88 Mio.       |
| 200         | 21            | 16. August 2020      | Hauptbeitrag: Geschworenensystem in den Vereinigten Staaten und das dazugehörige Auswahlverfahren                    | kein Gast                                                         | 0,66 Mio.       |
| 201         | 22            | 23. August 2020      | Hauptbeitrag: Grenzmauer an der mexikanischen Grenze und Verhaftung von Steve Bannon                                 | kein Gast                                                         | 0,82 Mio.       |
| 202         | 23            | 30. August 2020      | Hauptbeitrag: Republican National Convention 2020 und Proteste in Kenosha                                            | kein Gast                                                         | 0,83 Mio.       |
| 203         | 24            | 27. September 2020   | Hauptbeitrag: Nominierung von Amy Coney Barrett als Richterin am Obersten Gerichtshof der Vereinigten Staaten        | kein Gast                                                         | 0,75 Mio.       |
| 204         | 25            | 4. Oktober 2020      | Hauptbeitrag: Wahlen in den Vereinigten Staaten 2020                                                                 | kein Gast                                                         | 0,73 Mio.       |
| 205         | 26            | 18. Oktober 2020     | Hauptbeitrag: Weltgesundheitsorganisation                                                                            | Mark Boughton                                                     | 0,81 Mio.       |
| 206         | 27            | 25. Oktober 2020     | Hauptbeitrag: Asyl                                                                                                   | kein Gast                                                         | 0,88 Mio.       |
| 207         | 28            | 1. November 2020     | Hauptbeitrag: William Barr und die einheitliche Exekutivtheorie                                                      | kein Gast                                                         | 0,67 Mio.       |
| 208         | 29            | 8. November 2020     | Hauptbeitrag: Ergebnis der Präsidentschaftswahl in den Vereinigten Staaten 2020                                      | kein Gast                                                         | 1,06 Mio.       |
| 209         | 30            | 15. November 2020    | Hauptbeitrag: Präsidentschaftswahl in den Vereinigten Staaten 2020 und Trumps Weigerung, die Ergebnisse anzuerkennen | Adam Driver                                                       | 0,93 Mio.       |

## Staffel 8
| Nr. (Serie) | Nr. (Staffel) | Erstausstrahlung USA | Themen | Zu Gast                                                 | Zuschauer (USA) |
| ----------- | ------------- | -------------------- | --- | ------------------------------------------------------- | --------------- |
| 210         | 1             | 14. Februar 2021     | Hauptbeitrag: Die nächste Pandemie Weitere Beiträge: Zweites Amtsenthebungsverfahren gegen Donald Trump | Jack McBrayer (nur Stimme)                              | 0,69 Mio.       |
| 211         | 2             | 21. Februar 2021     | Hauptbeitrag: Die Fleischwirtschaft während der COVID-19-Pandemie Weitere Beiträge: Wintersturm Uri in Nordamerika, Stromkrise in Texas | kein Gast                                               | 0,75 Mio.       |
| 212         | 3             | 28. Februar 2021     | Hauptbeitrag: Polizeirazzien und Durchsuchungsbefehle in den Vereinigten Staaten Weitere Beiträge: Andrew Cuomo und der New Yorker COVID-19-Pflegeheimskandal | kein Gast                                               | 0,66 Mio.       |
| 213         | 4             | 7. März 2021         | Hauptbeitrag: Arbeitslosigkeit in den Vereinigten Staaten | kein Gast                                               | 0,59 Mio.       |
| 214         | 5             | 14. März 2021        | Hauptbeitrag: Tucker Carlson Weitere Beiträge: Amerikanisches Rettungsplangesetz von 2021, Meghan und Harry bei Oprah – Das Interview | kein Gast                                               | 0,57 Mio.       |
| 215         | 6             | 21. März 2021        | Hauptbeitrag: Kunststoff Weitere Beiträge: Amoklauf in Atlanta 2021 | Richard Kind (nur Stimme), Noel MacNeal (Totes McGoats) | 0,69 Mio.       |
| 216         | 7             | 4. April 2021        | Hauptbeitrag: Staatsverschuldung der Vereinigten Staaten Weitere Beiträge: Matt Gaetz Anschuldigungen wegen sexuellen Fehlverhaltens, Gewerkschaftsbestrebungen bei Amazon | kein Gast                                               | 0,73 Mio.       |
| 217         | 8             | 11. April 2021       | Hauptbeitrag: Betreuung in Pflegeheimen in den Vereinigten Staaten Weitere Beiträge: Matt Gaetz Anschuldigungen wegen sexuellen Fehlverhaltens, Einwanderungspolitik der Regierung Joe Biden | kein Gast                                               | 0,72 Mio.       |
| 218         | 9             | 18. April 2021       | Hauptbeitrag: Insolvenz in den Vereinigten Staaten Weitere Beiträge: Tötung von Daunte Wright, Verschwinden von Darius, dem längsten Kaninchen der Welt, Usher, der Stripperinnen mit Falschgeld bezahlt, Olympia-Outfits, der kanadische Parlamentsabgeordnete Will Amos, der nackt bei einem Zoom-Gespräch zu sehen war | kein Gast                                               | 0,69 Mio.       |
| 219         | 10            | 2. Mai 2021          | Hauptbeitrag: COVID-19-Impfstoff und Impfgegnerschaft Weitere Beiträge: US-Regierungsstellen auf Twitter | kein Gast                                               | 0,85 Mio.       |
| 220         | 11            | 9. Mai 2021          | Hauptbeitrag: Afro-texturiertes Haar und Diskriminierung aufgrund der Haarbeschaffenheit in den Vereinigten Staaten Weitere Beiträge: Bemühungen der Republikaner, die Wahlbeteiligung nach den Präsidentschaftswahlen 2020 einzuschränken, Neuauszählung der Wahlen in Arizona                                           | Uzo Aduba, Leslie Jones, Craig Robinson                 | 0,74 Mio.       |
| 221         | 12            | 16. Mai 2021         | Hauptbeitrag: Stand-your-ground laws in den Vereinigten Staaten Weitere Beiträge: Israel-Gaza-Konflikt 2021 | kein Gast                                               | 0,80 Mio.       |
| 222         | 13            | 23. Mai 2021         | Hauptbeitrag: Gesponserte Inhalte Weitere Beiträge: Dobbs v. Jackson Women’s Health Organization | George Clooney                                          | 0,77 Mio.       |
| 223         | 14            | 6. Juni 2021         | Hauptbeitrag: Asiatische Amerikaner und rassistische Diskriminierung Weitere Beiträge: COVID-19-Pandemie im Vereinigten Königreich und in Brasilien | kein Gast                                               | 0,64 Mio.       |

## Zuschauerzahlen
| Staffel | Staffel | Episodennummer | Episodennummer | Episodennummer | Episodennummer | Episodennummer | Episodennummer | Episodennummer | Episodennummer | Episodennummer | Episodennummer | Episodennummer | Episodennummer | Episodennummer | Episodennummer | Episodennummer | Episodennummer | Episodennummer | Episodennummer | Episodennummer | Episodennummer | Episodennummer | Episodennummer | Episodennummer | Episodennummer | Episodennummer | Episodennummer | Episodennummer | Episodennummer | Episodennummer | Episodennummer | Episodennummer | Episodennummer | Episodennummer | Episodennummer | Episodennummer |
| Staffel | Staffel | 1              | 2              | 3              | 4              | 5              | 6              | 7              | 8              | 9              | 10             | 11             | 12             | 13             | 14             | 15             | 16             | 17             | 18             | 19             | 20             | 21             | 22             | 23             | 24             | 25             | 26             | 27             | 28             | 29             | 30             | 31             | 32             | 33             | 34             | 35             |
| ------- | ------- | -------------- | -------------- | -------------- | -------------- | -------------- | -------------- | -------------- | -------------- | -------------- | -------------- | -------------- | -------------- | -------------- | -------------- | -------------- | -------------- | -------------- | -------------- | -------------- | -------------- | -------------- | -------------- | -------------- | -------------- | -------------- | -------------- | -------------- | -------------- | -------------- | -------------- | -------------- | -------------- | -------------- | -------------- | -------------- |
|         | 1       | 1,11           | 1,19           | 1,01           | 1,03           | 0,99           | 0,95           | 0,91           | 0,89           | 0,85           | 0,84           | 0,92           | 1              | 0,96           | 0,94           | 1,03           | 0,66           | 0,7            | 0,83           | 0,71           | 0,66           | 0,62           | 0,76           | 0,6            | 0,8            | N/A            | N/A            | N/A            | N/A            | N/A            | N/A            | N/A            | N/A            | N/A            | N/A            | N/A            |
|         | 2       | 0,72           | 0,51           | 0,47           | 0,71           | 0,69           | 0,84           | 0,78           | 0,65           | 1,32           | 1,45           | 1,39           | 1,4            | 1,2            | 1,04           | 1,39           | 1,26           | 1,26           | 1,37           | 1,24           | 1,01           | 1,04           | 0,94           | 0,98           | 0,93           | 1,01           | 1,03           | 0,69           | 0,66           | 0,68           | 0,7            | 0,72           | 0,69           | 0,91           | 0,71           | 0,78           |
|         | 3       | 1,02           | 0,92           | 0,7            | 0,82           | 0,96           | 0,93           | 0,95           | 0,91           | 0,85           | 1,34           | 1,42           | 1,38           | 1,27           | 1,61           | 1,21           | 1,44           | 1,53           | 1,09           | 1,27           | 1,01           | 0,97           | 1,15           | 0,88           | 1,1            | 1,08           | 1,34           | 1,18           | 1,03           | 1,05           | 1,17           | N/A            | N/A            | N/A            | N/A            | N/A            |
|         | 4       | 1,19           | 1,25           | 0,72           | 1,28           | 1,12           | 1,03           | 1,18           | 1,15           | 1,18           | 1,16           | 1,18           | 1,36           | 1,42           | 1,22           | 1,24           | 1,28           | 1,31           | 1,14           | 1,76           | 1,75           | 1,93           | 1,76           | 0,97           | 1,25           | 1,27           | 1,3            | 1,25           | 0,96           | 1,01           | 1,12           | N/A            | N/A            | N/A            | N/A            | N/A            |
|         | 5       | 1,2            | 1,11           | 0,94           | 1,08           | 1,23           | 1,27           | 1,13           | 1,23           | 1,19           | 1,24           | 1,03           | 1,28           | 1,14           | 1,14           | 1,19           | 0,94           | 1,12           | 0,92           | 0,99           | 1,03           | 1,17           | 0,9            | 1,01           | 1,16           | 1              | 0,92           | 0,92           | 0,65           | 0,78           | 0,76           | N/A            | N/A            | N/A            | N/A            | N/A            |
|         | 6       | 1,03           | 0,84           | 0,97           | 1,08           | 0,95           | 0,87           | 0,92           | 1,34           | 1,31           | 1,2            | 1,16           | 1,63           | 0,9            | 0,77           | 0,92           | 0,92           | 0,84           | 0,71           | 0,81           | 0,85           | 0,92           | 0,74           | 0,65           | 0,82           | 0,81           | 0,78           | 0,89           | 0,72           | 0,73           | 0,88           | N/A            | N/A            | N/A            | N/A            | N/A            |
|         | 7       | 0,82           | 0,75           | 0,93           | 0,95           | 0,89           | 0,97           | 0,97           | 0,91           | 1,04           | 0,95           | 0,83           | 0,9            | 0,83           | 0,8            | 0,67           | 0,86           | 0,88           | 0,86           | 0,73           | 0,88           | 0,66           | 0,82           | 0,83           | 0,75           | 0,73           | 0,81           | 0,88           | 0,67           | 1,06           | 0,93           | N/A            | N/A            | N/A            | N/A            | N/A            |
|         | 8       | 0,69           | 0,75           | 0,66           | 0,59           | 0,57           | 0,69           | 0,73           | 0,72           | 0,69           | 0,85           | 0,74           | 0,8            | 0,77           | 0,64           | N/A            | N/A            | N/A            | N/A            | N/A            | N/A            | N/A            | N/A            | N/A            | N/A            | N/A            | N/A            | N/A            | N/A            | N/A            | N/A            | N/A            | N/A            | N/A            | N/A            | N/A            |